# Honda N-VAN
Honda N-VAN — микровэн, производимый с 2018 года компанией Honda для японского рынка.

## Описание
Honda N-VAN, запущенный в производство в 2018 году, выпускается в 4 комплектациях: L, G, +STYLE COOL и +STYLE FUN. Модель +STYLE COOL, снятая с производства, имеет высоту 1850 мм, в то время как высота других моделей составляет 1950 мм.
N-VAN оснащается двигателями серии S. Атмосферный двигатель, применявшийся во всех моделях, развивает мощность 39 кВт (53 л. с.) и крутящий момент 64 Н·м. Двигатель DOHC с турбонаддувом, применявшийся только в комплектациях +STYLE COOL Turbo и +STYLE FUN Turbo, развивает мощность 47 кВт (64 л. с.) и крутящий момент 104 Н·м.
Все комплектации поставляются с полностью цифровой автоматической системой кондиционирования.

## N-VAN e: (2024)

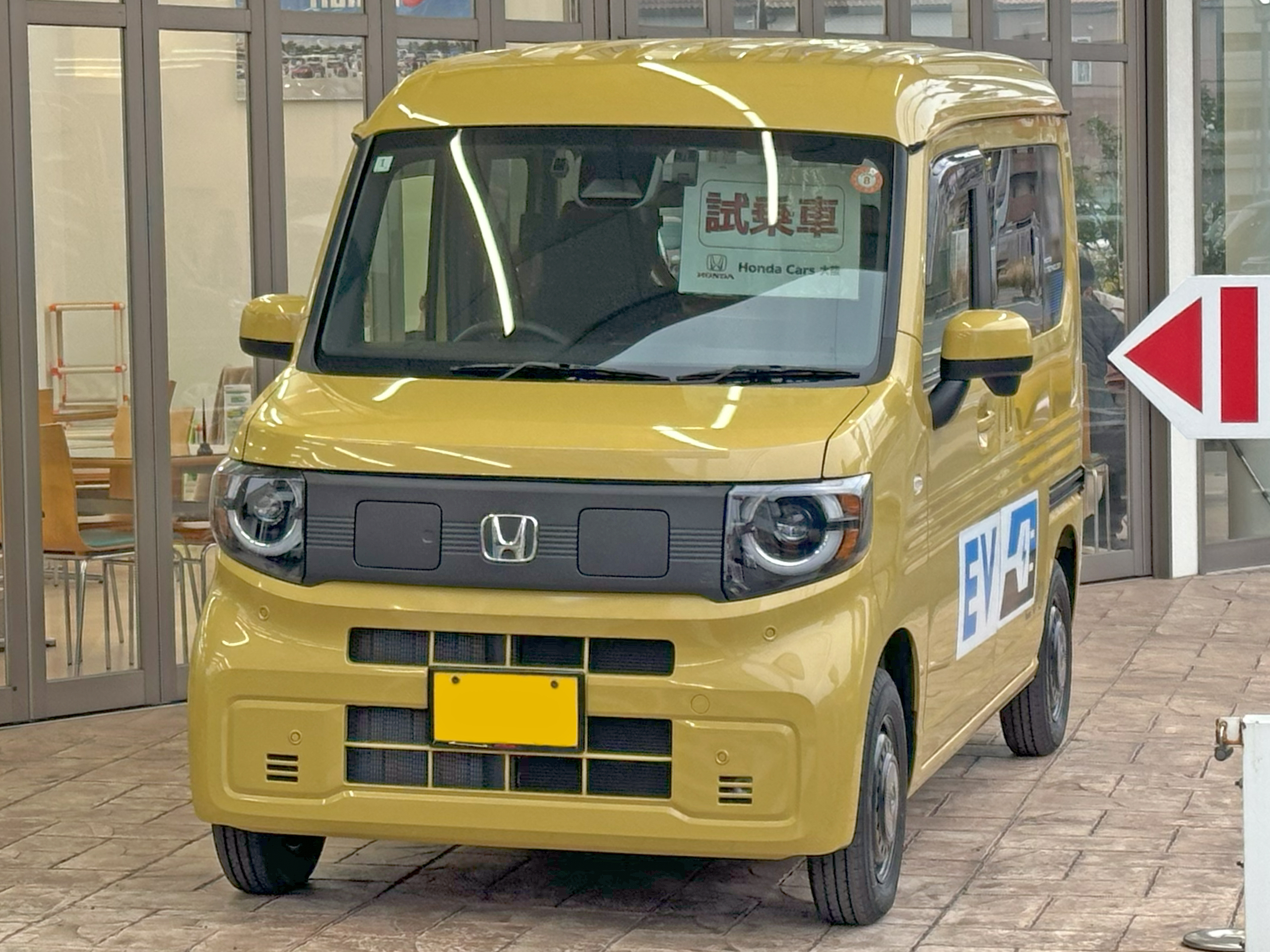
Honda N-VAN e:

Полностью электрический вариант N-VAN, получивший название N-VAN e:, поступил в продажу весной 2024 года.

## Галерея

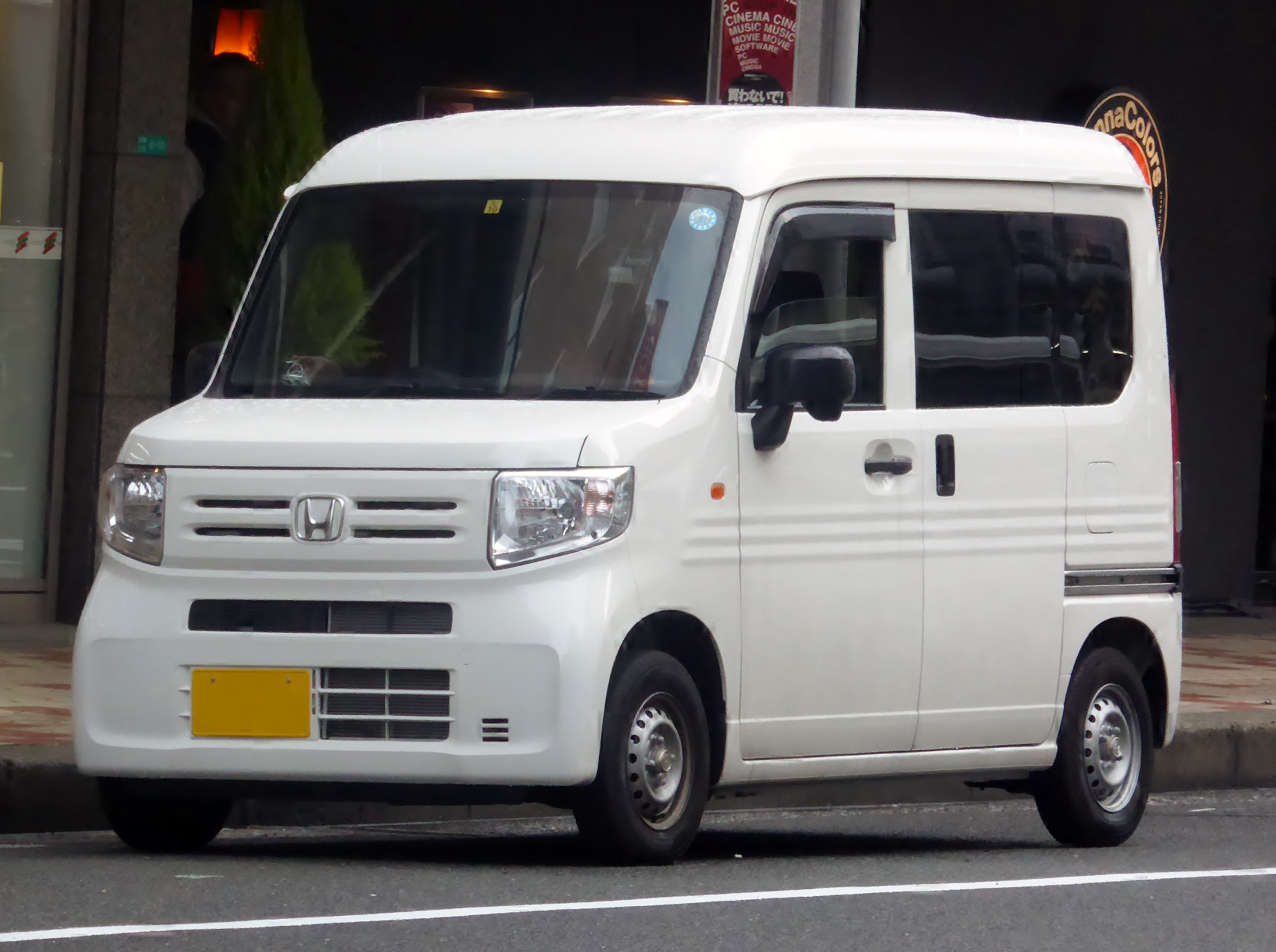
Honda N-VAN G
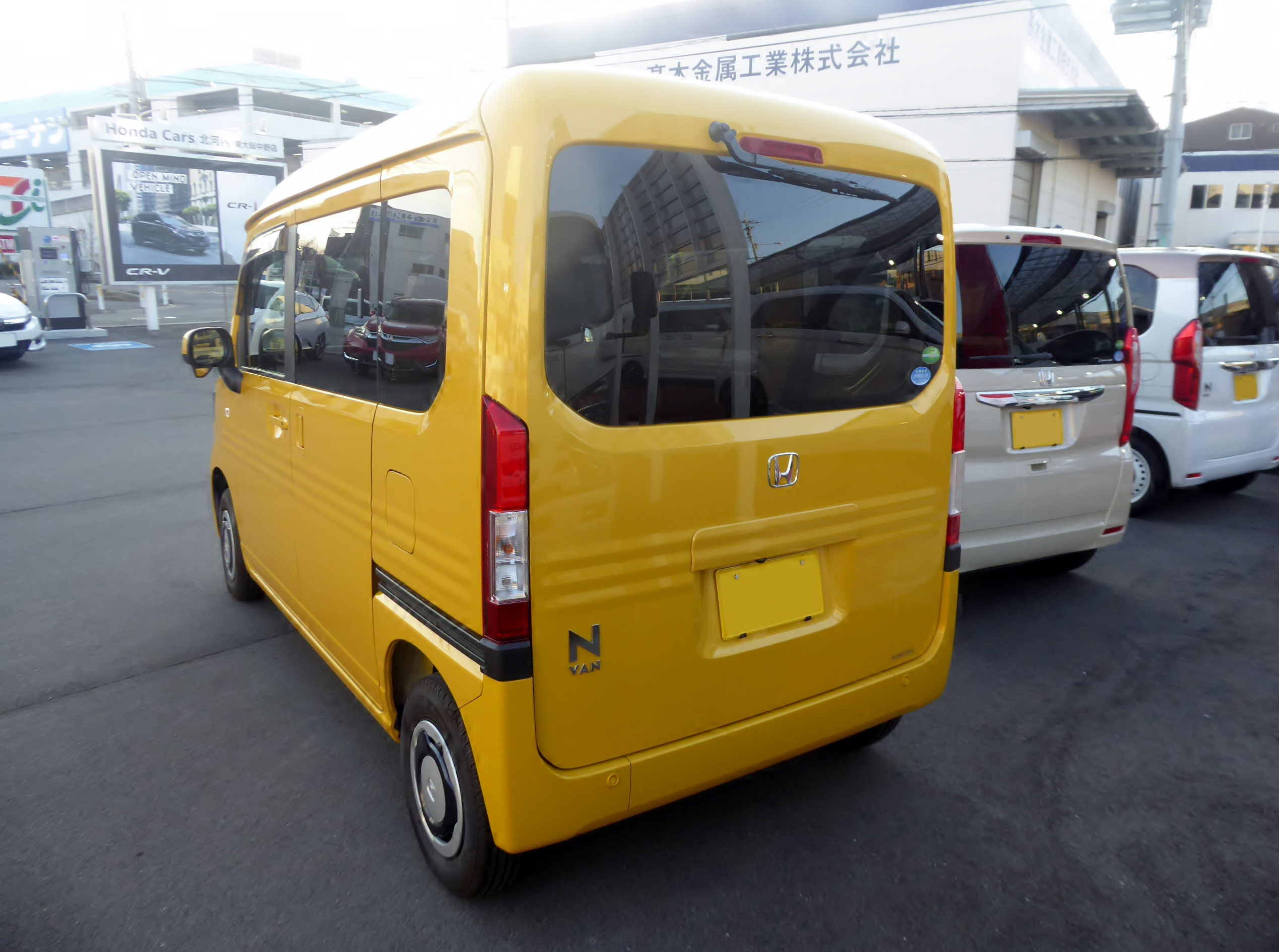
Honda N-VAN +STYLE FUN
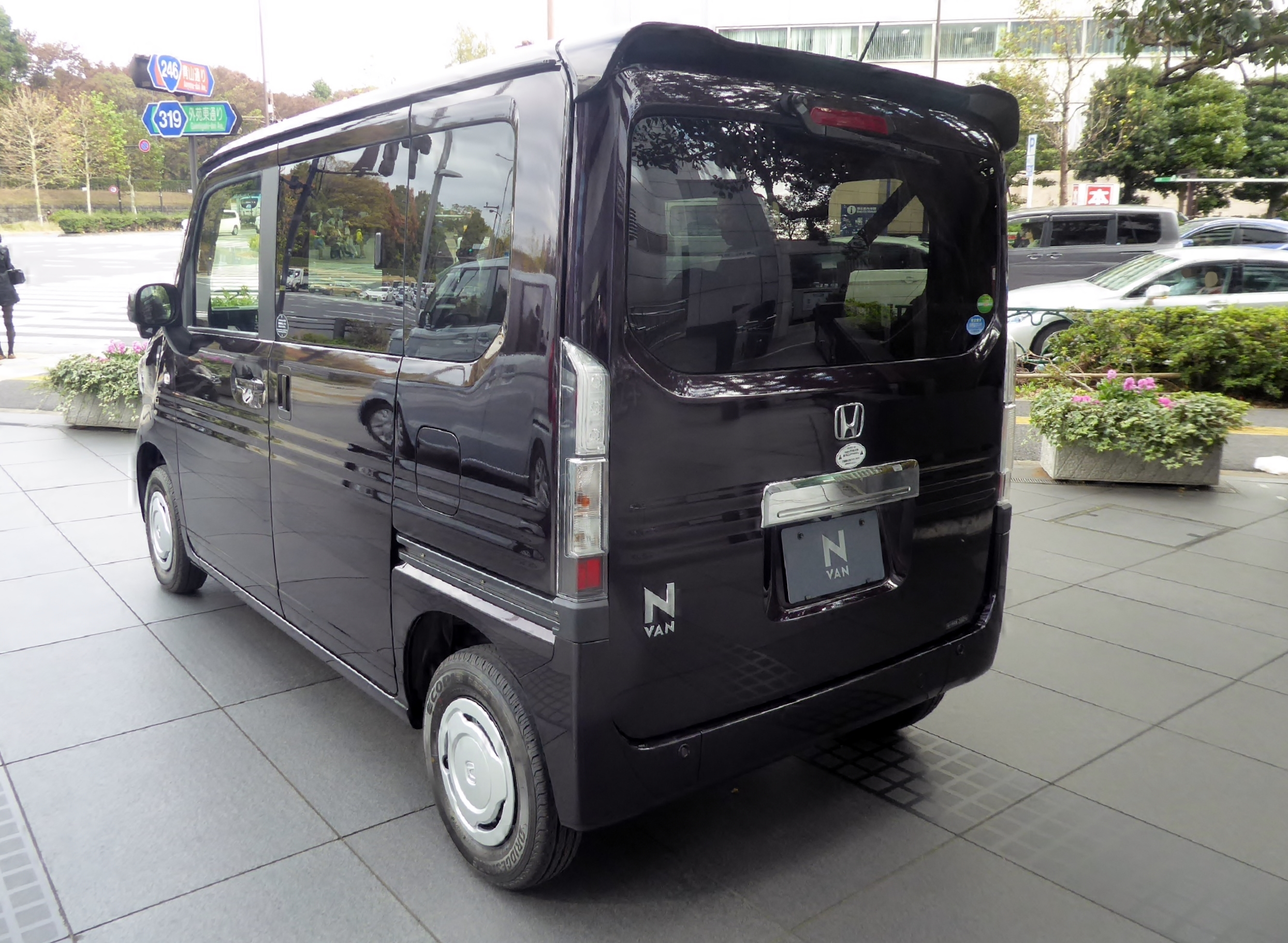
Honda N-VAN +STYLE COOL
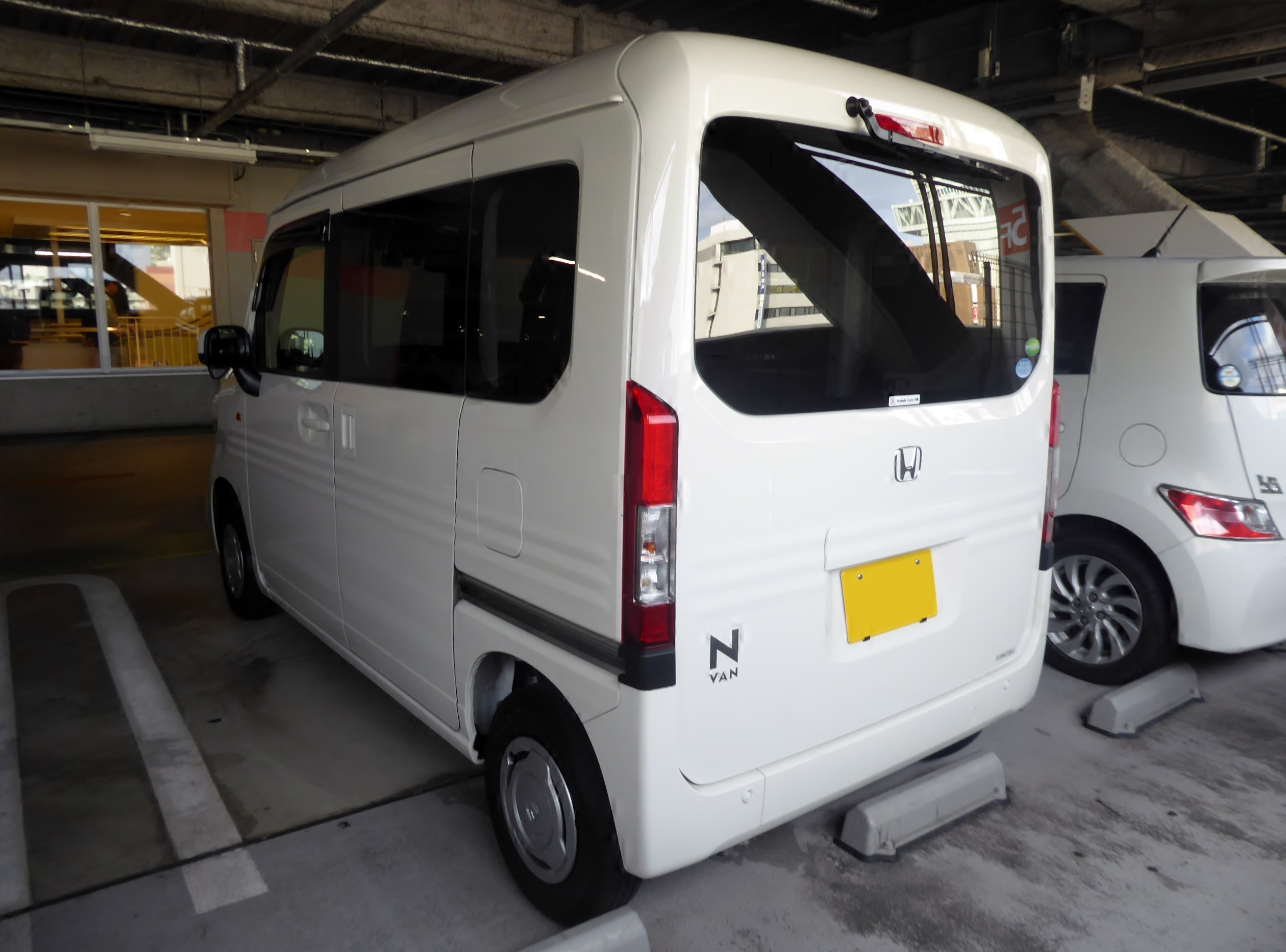
Honda N-VAN L
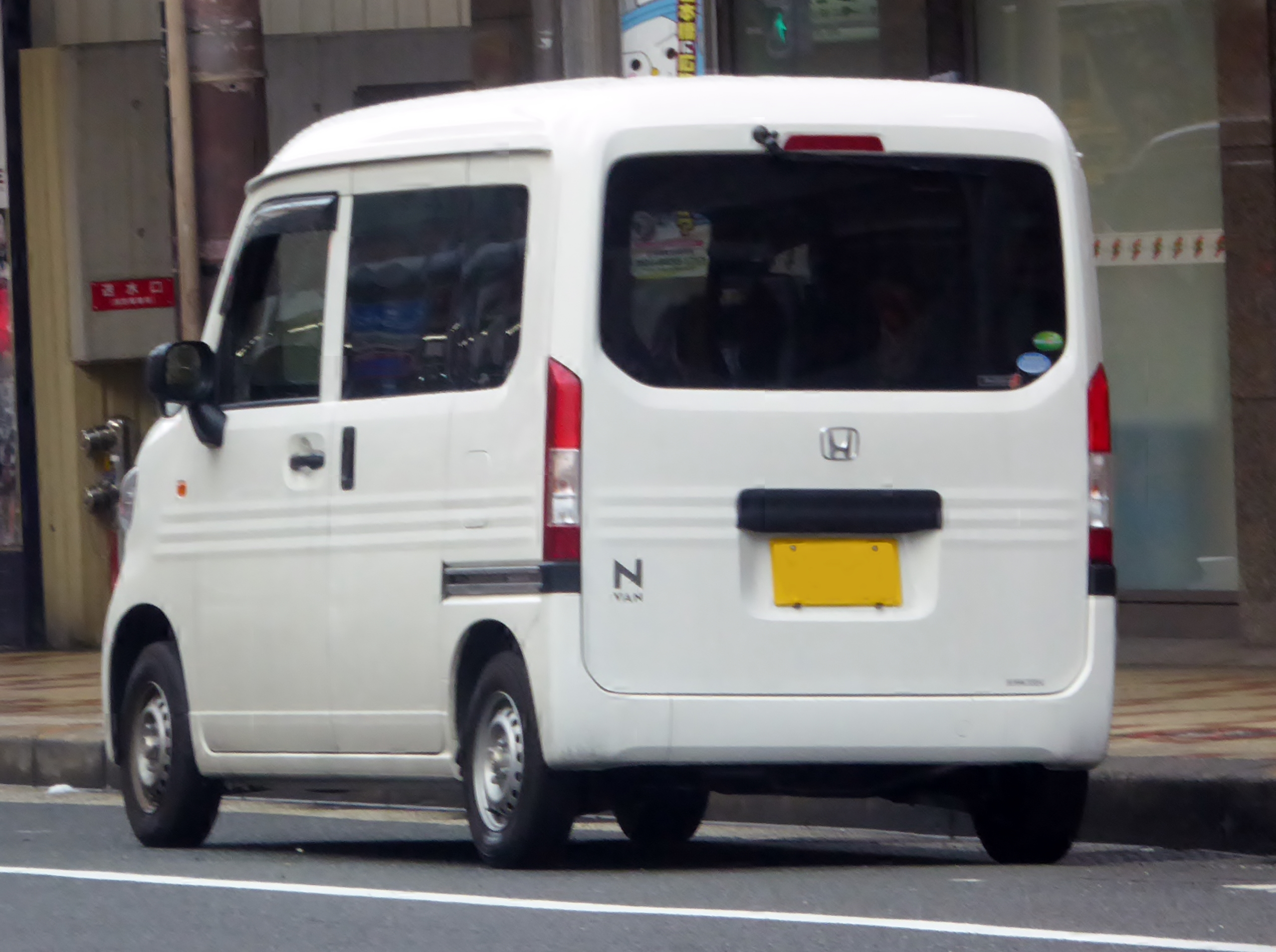
Honda N-VAN G
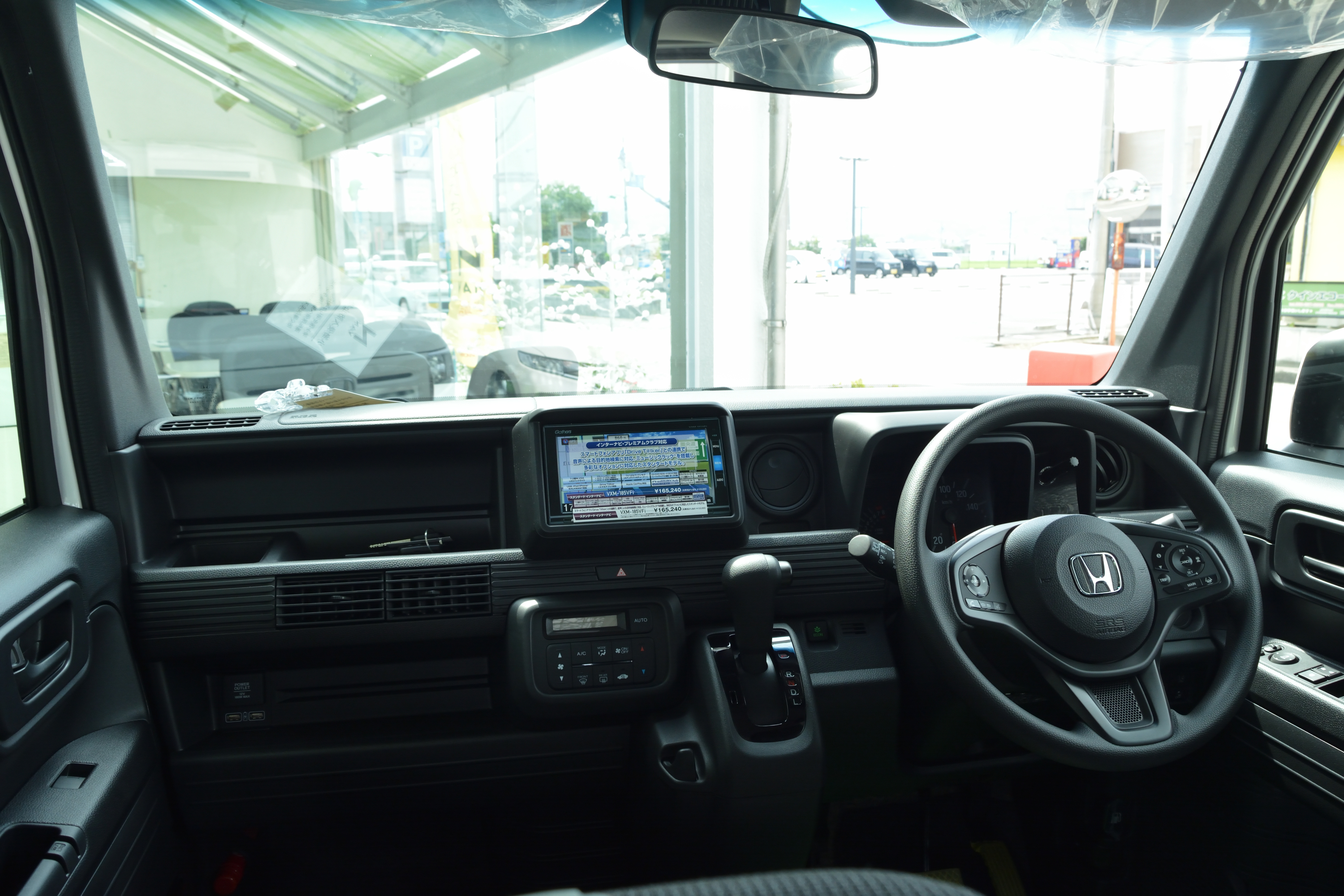
Интерьер Honda N-VAN L
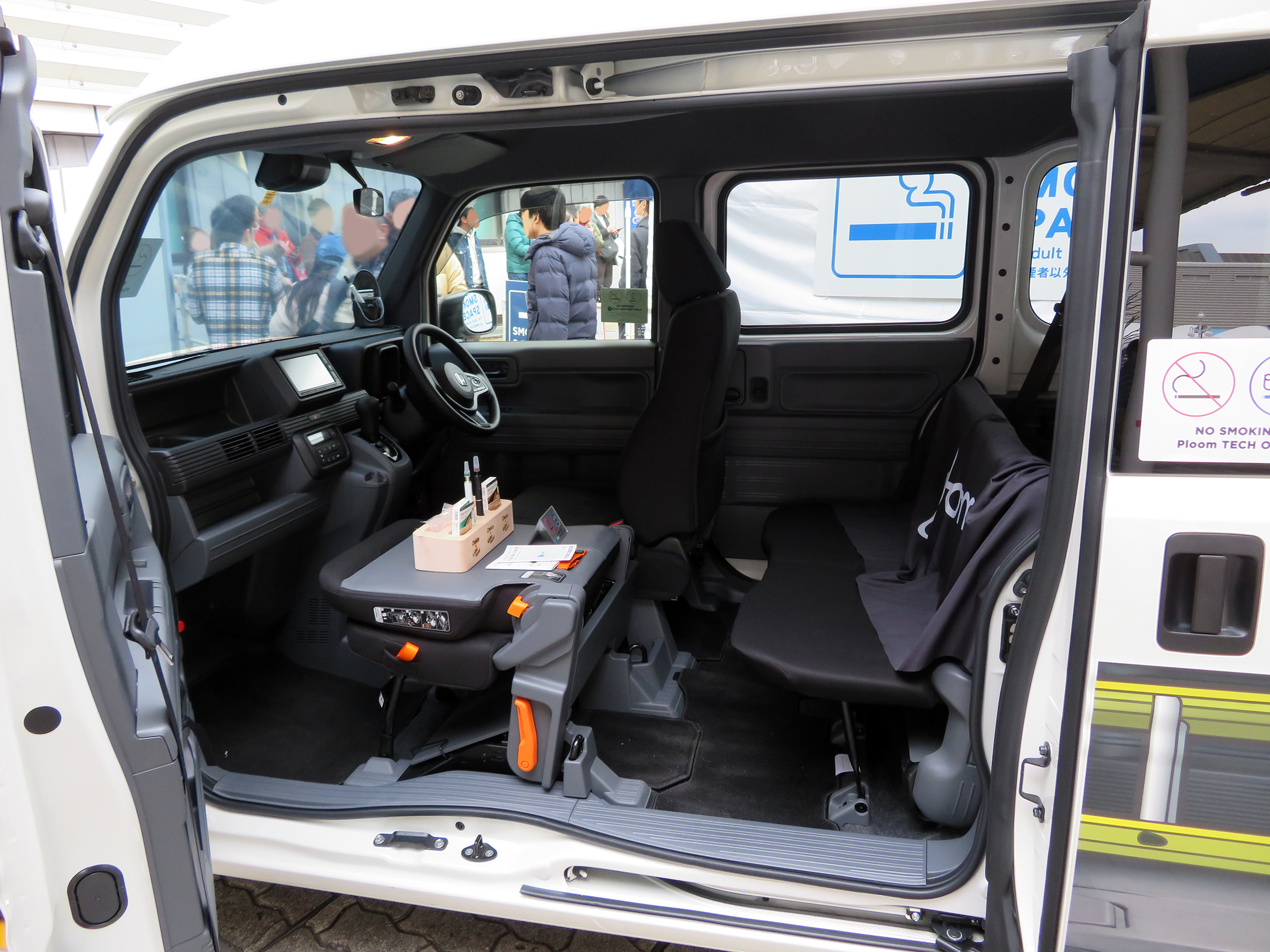
Интерьер Honda N-VAN G
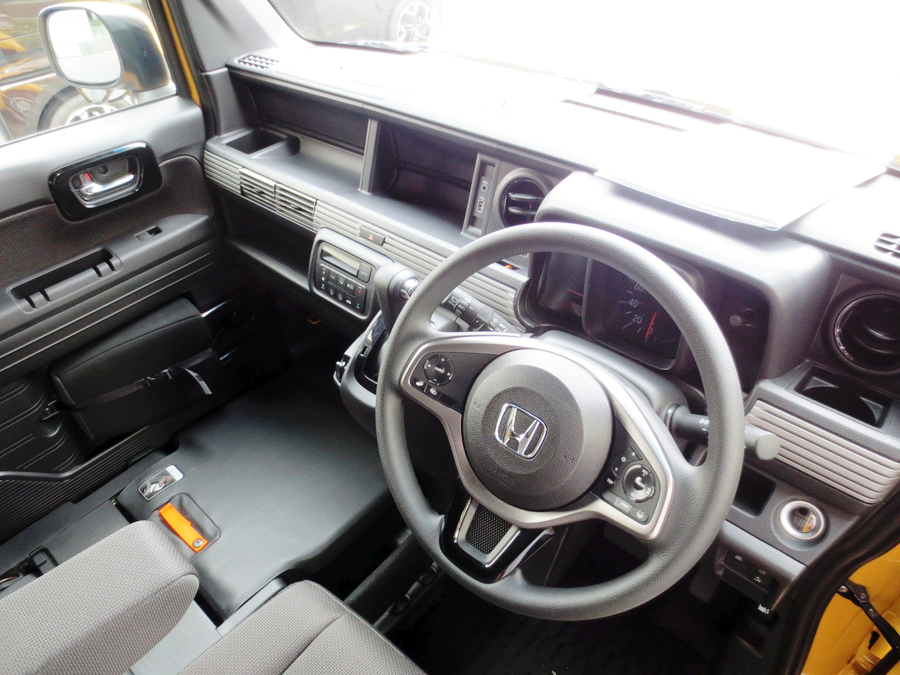
Интерьер Honda N-VAN

## Продажи
| Год  | Япония |
| ---- | ------ |
| 2018 | 24439  |
| 2019 | 45230  |
| 2020 | 32186  |
| 2021 | 26147  |
| 2022 | 32606  |
| 2023 | 29676  |